# آبشار چکان
آبشار چکان یکی از آبشارهای استان لرستان است که در جنوب غربی شهر الیگودرز واقع شده‌ است. این آبشار با ارتفاع ۳۰ متر و عرض تاج ۴ متر در جنوب شرقی استان لرستان و در دامنه کوه‌های زاگرس در الیگودرز مشرف بر دره چکان و در نزدیکی روستاهای حسین‌آباد و دهقادی قرار گرفته‌ است.
ورودی این آبشار در ۸ کیلومتری جاده الیگودرز-شول‌آباد قرار دارد.

## جغرافیا
این آبشار پس از طی مسافتی به سمت دشت چکان، به آب چشمه داسار وصل شده و رودخانه چکان را تشکیل می‌دهد، رودخانه چکان نیز پس از طی مسافت کوتاهی به آب دهقادی متصل و در انتها وارد رودخانه زز می‌شود.
آبشار چکان از درون غاری مشرف به زمین زراعی چکان بیرون می‌آید که فوران آن ده‌ها متر طول دارد. اطراف آبشار و امتداد رودخانه، پوشیده از درختان میوه همچون گردو، بلوط و گلابی است و اهالی منطقه نیز از آب آن جهت کشاورزی استفاده می‌کنند. کوه‌های اطراف آبشار زیستگاه پرندگانی همچون بلبل، کبک، کبوتر و انواع حیوانات وحشی مانند خرس،   کفتار  ، پلنگ، گرگ و گراز است.

## مسیر دسترسی
مسیر اصلی از شهرستان الیگودرز با عبور از جاده دریاچه گهر و گردنه گله بادوش و ۴۰ کیلومتر ادامه راه حدفاصل ۵ کیلومتر  نرسیده به شول اباد سمت راست به آبشار خواهیم رسید
برای دسترسی به آبشار چکان از خرم‌آباد تا سپیددشت و سپس‌ شول‌آباد جاده آسفالته بوده که از سپیددشت تا آبشار بخش‌هایی از مسیر نامناسب یا در دست ترمیم است و حدوداً تا پنج کیلومتری آبشار، جاده خاکی وجود دارد.